# Сафаров Георгій Іванович
Георгій Іванович Сафаров (Вольдін) (3 листопада 1891, місто Санкт-Петербург, тепер Російська Федерація — розстріляний 27 липня 1942, місто Саратов, тепер Російська Федерація) — радянський політичний, державний і партійний діяч, журналіст, голова Туркестанського бюро ЦК РКП(б). Кандидат у члени ЦК РКП(б) з березня 1921 по квітень 1923 і з травня 1924 по грудень 1925 року.

## Життєпис
Народився у вірменсько-польській родині архітектора. Закінчив реальне училище в Санкт-Петербурзі. Навчався в Санкт-Петербурзькому технологічному (політехнічному) інституті.
У 1905 році був учасником соціал-демократичного Союзу молоді при Петербурзькому комітеті РСДРП. Член РСДРП з 1908 року.
Був заарештований царською поліцією, чотири місяці провів у в'язниці. Засуджений на два роки заслання, яке відбув у Вологодській губернії.
У 1910 році емігрував, був секретарем Цюрихської секції більшовиків. У травні 1912 року повернувся до Санкт-Петербурга. Був заарештований царською поліцією. Після виходу із в'язниці емігрував до Франції, де навчався в електротехнічному інституті. Працював чорноробом, кондуктором, електромеханіком на верфі в Сан-Назері. У січні 1916 року висланий із Франції за антивоєнну пропаганду. Перебрався до Швейцарії, звідки приїхав до Росії у квітні 1917 року разом з Володимиром Леніним і Григорієм Зінов'євим у так званому «пломбованому вагоні».
Весною 1917 року — член Петроградського комітету РСДРП(б). У 1917 році був членом Самарського губернського комітету РСДРП(б) та редактором газети «Поволжская правда». Потім переїхав на Урал, обраний членом Єкатеринбурзького губернського комітету РСДРП(б). У 1917—1918 роках — товариш (заступник) голови виконавчого комітету Уральської обласної ради. З червня по серпень 1918 року — член президії і голова Уральського обласного комітету РКП(б), відповідальний редактор газети «Екатеринбургский рабочий». З серпня 1918 по лютий 1919 року — заступник голови Уральського обласного комітету РКП(б) у евакуації.
У 1919 році — відповідальний редактор газети «Петроградская правда». У 1919 році служив начальником політичного відділу 10-ї стрілецької дивізії РСЧА. До листопада 1919 року — член редакційної колегії газети «Правда». З листопада 1919 по травень 1920 року — комісар агітаційно-інструкторського поїзду «Красный Восток».
У липні 1920 — жовтні 1921 року — член Туркестанської комісії ЦК РКП(б) і РНК РРФСР та член Туркестанського бюро ЦК РКП(б). З вересня 1920 по жовтень 1921 року — член президії ЦВК Туркестанської АРСР. У листопаді 1920 — жовтні 1921 року — заступник голови, голова Туркестанського бюро ЦК РКП(б).
З листопада 1921 по травень 1922 року — завідувач (близько)східного відділу та секретар виконавчого комітету Комуністичного Інтернаціоналу. У грудні 1922 — червні 1924 року — член виконавчого комітету Комуністичного Інтернаціоналу.
У травні 1922 — січні 1926 року — відповідальний редактор газети «Ленинградская правда». Член Петроградського (Ленінградського) губернського комітету РКП(б), член Північно-Західного бюро ЦК РКП(б). Одночасно, в 1922 — січні 1926 року — відповідальний секретар Смольнинського районного комітету РКП(б) міста Ленінграда.
13 травня 1926 — 1927 року — 1-й секретар Повноважного представництва СРСР у Китаї. 1927 року призначений до Торгового представництва СРСР у Туреччині, відмовився виїхати.
18 грудня 1927 року виключений із ВКП(б) за опозиційну діяльність, висланий до міста Ачинська Сибірського краю. 9 листопада 1928 року відновлений в членах ВКП(б).
У 1929 — грудні 1934 року — голова Східного секретаріату виконавчого комітету Комуністичного Інтернаціоналу.
У грудні 1934 року заарештований, 16 січня 1935 року засуджений до двох років заслання в місті Ачинську Красноярського краю. Повторно заарештований в Ачинську 16 грудня 1936 року.
21 грудня 1936 року Особливою нарадою при НКВС СРСР за «контрреволюційну троцькістську діяльність» був засуджений до п'яти років позбавлення волі. Покарання відбував у Воркуті, куди прибув 15 січня 1937 року. Був автором численних звинувачувальних свідчень на діячів опозиції і співробітників НКВС.
Постановою Особливої наради при НКВС СРСР від 16 липня 1942 року «за антирадянську троцькістську терористичну діяльність» Георгій Сафаров засуджений до страти, розстріляний 27 липня 1942 року.
Посмертно реабілітований в 1991 році.

## Основні праці
- Суспільство та держава. Петроград: Держвидав, 1919.
- Про наукові засади комунізму. Петроград: Держвидав, 1921.
- Колоніальна революція. Москва, 1921. (монографія з історії революційного руху в Туркестані).
- Національне питання та пролетаріат. Москва: Красная новь, 1923.
- Теорія перманентної революції та троцькізм: Доповідь чит. 19 листопада 1924 р. у Дискусійному клубі ЛК РКП(б). Ленінград: Прибой, 1924.
- Основи ленінізму. Ленінград: Прибой, 1924.
- Класи та класова боротьба в китайській історії. Москва, Ленінград: Держвидав, 1928.
- Проблеми національно-колоніальної революції. Ленінград: Держ. соціально-економічне вид-во, 1931.
- Нариси з історії Китаю. Москва: ОГІЗ-Соцекгіз, 1933.